# Untertorbrücke
De Untertorbrücke is een stenen 15e-eeuwse brug in de Zwitserse hoofdstad Bern. Het is de oudste nog bestaande brug over de rivier de Aare in de stad en een van de oudste stenen bruggen in Zwitserland. Het was tot in 1844 de enige brug over de Aare in Bern. De brug overspant de rivier aan het meest oostelijke punt van het Enge schiereiland waarop de wijk Matte van de oude binnenstad van Bern is gelegen.
Het is mogelijk dat reeds in de Gallo-Romeinse tijd op die locatie een houten loopbrug over de Aare lag. De eerste Untertorbrücke - een houten schraagbrug - werd in 1256 voltooid. Een overstroming in 1460 vernielde evenwel dat bouwwerk. Een jaar later begon men aan de bouw van de stenen brug. De bouw duurde 26 jaar en werd in 1487 voltooid. Doorheen de eeuwen werd de brug meerdere malen gerestaureerd en werden versterkingen en verdedigingstorens toegevoegd en terug weggehaald.
Nadat in 1844 de vlakbij gelegen Nydeggbrücke werd geopend, daalde het verkeer op en het belang van de Untertorbrücke sterk.
De brug is erkend als monument en opgenomen in de Zwitserse inventaris van cultureel erfgoed van nationaal belang.

## Historische beelden

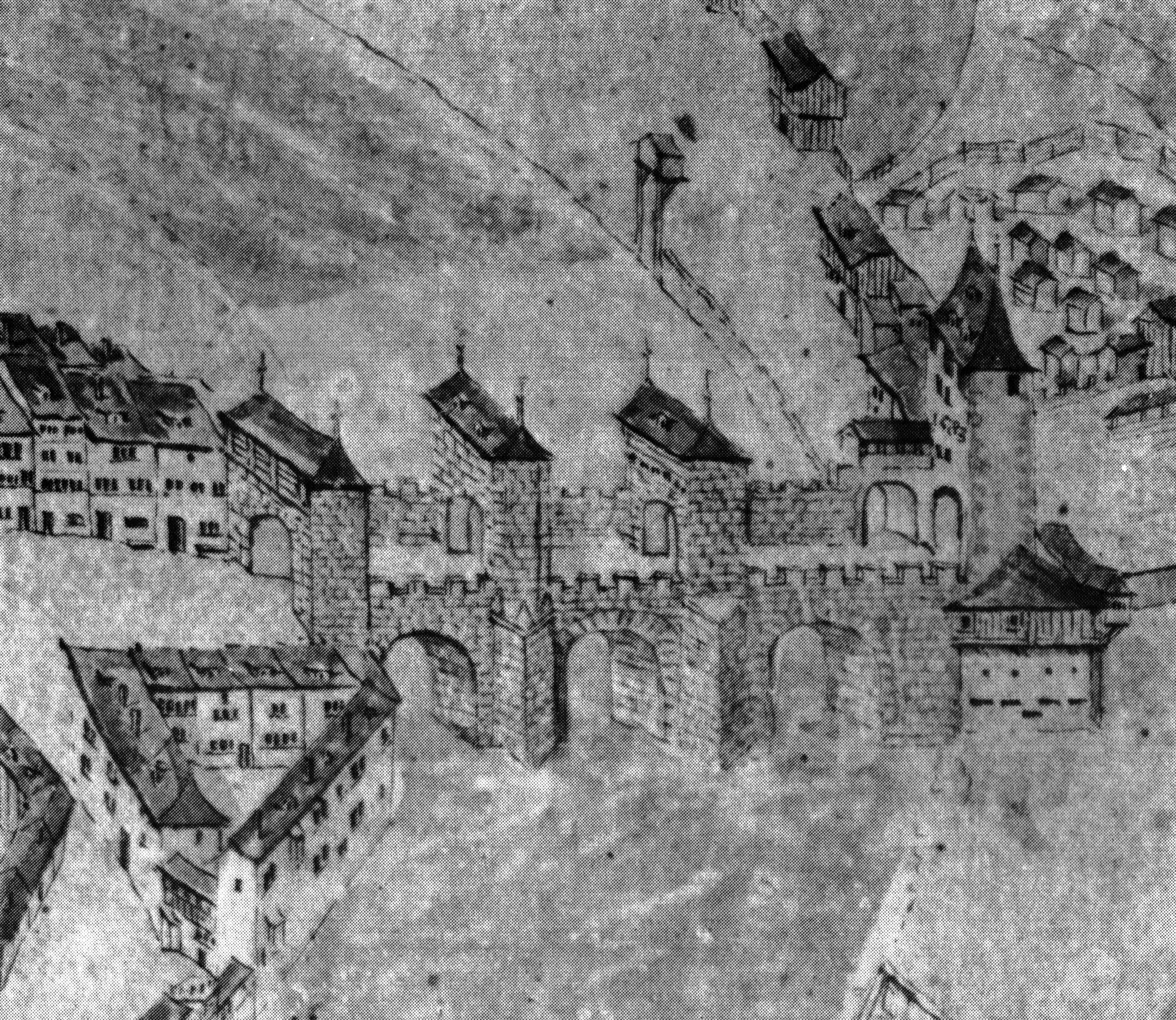
De versterkte Untertorbrücke zoals afgebeeld op een map uit 1600 van Gregorius Sickinger
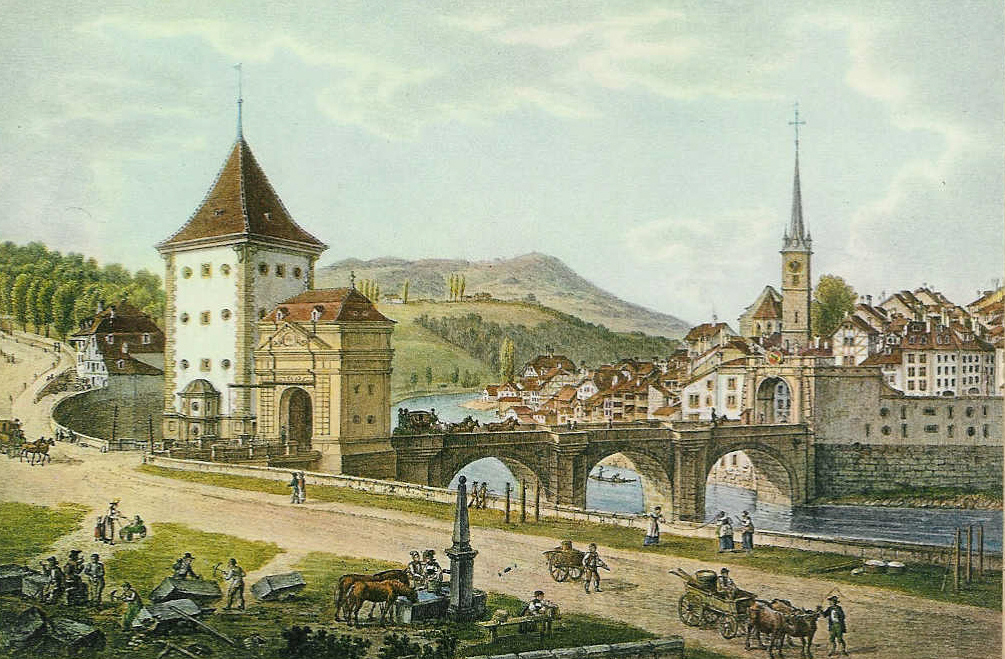
De brug in 1819

- Gemeinsame Normdatei: 1051797128
- Virtual International Authority File: 308736191